# Wilfrid Polke

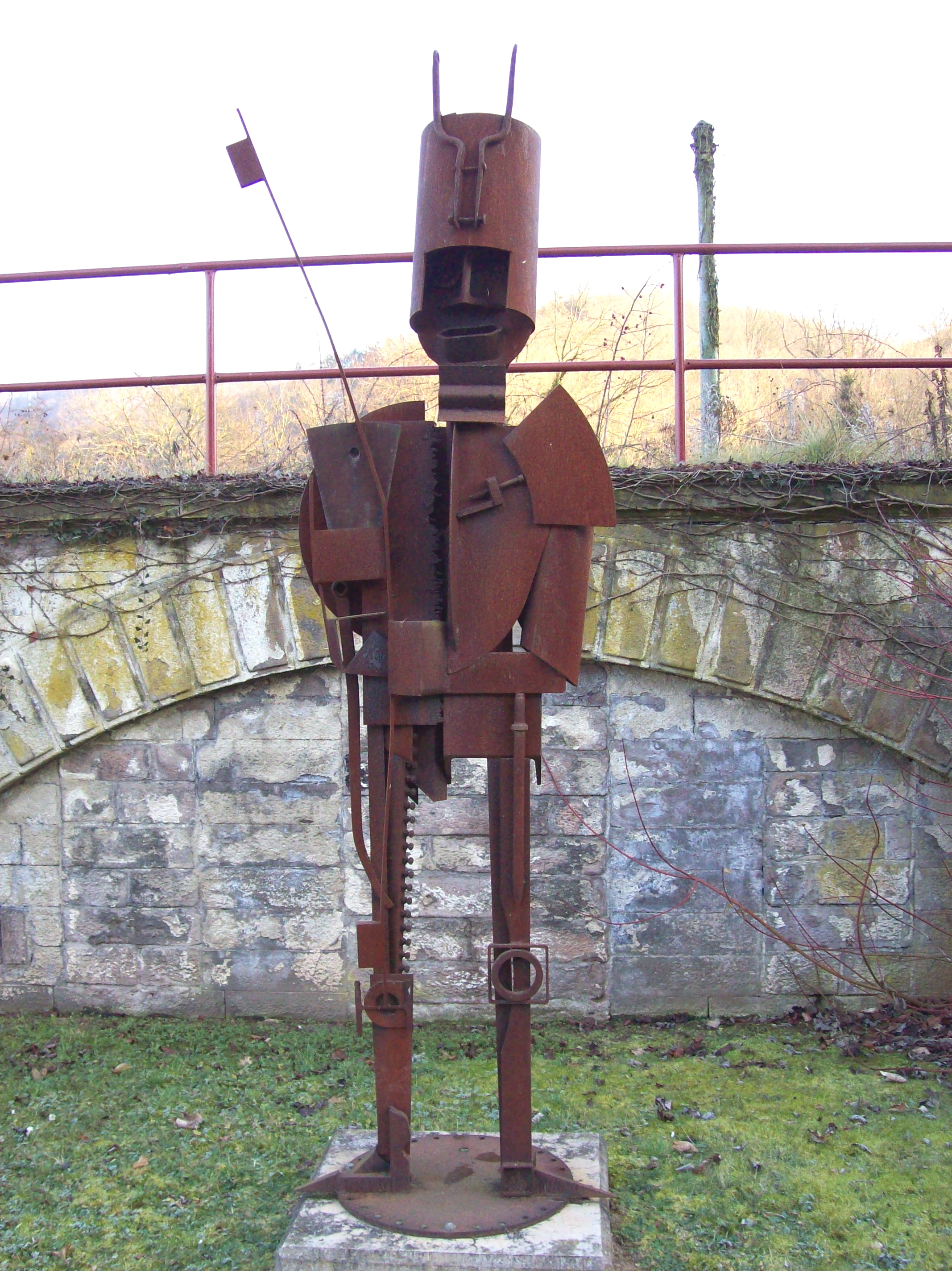
Eiserner Ritter (Ebernburg)

Wilfrid Polke (* 30. Juli 1932 in Oels, Niederschlesien; † 21. Juli 2014 in Düsseldorf) war ein deutscher Bildhauer und Maler.

## Leben
Nach dem Abitur und einer Bildhauerlehre studierte Polke von 1954 bis 1959 an der Staatlichen Kunstakademie Düsseldorf. Er war Professor für Ästhetik und Kommunikation in Düsseldorf und an der evangelischen Fachhochschule Rheinland-Westfalen-Lippe in Bochum. Seine Brüder sind der Maler und Fotograf Sigmar Polke und der Theologe Johannes Polke.